# Dan Burn
Daniel Johnson "Dan" Burn (Blyth, 9 mei 1992) is een Engels voetballer die doorgaans als centrale verdediger speelt. Hij verruilde Brighton & Hove Albion in januari 2022 voor Newcastle United.

## Clubcarrière

### Eerste jaren
Burn speelde in de jeugd van Newcastle United, dat hem toen hij elf was liet gaan. Hij ging verder bij plaatselijke amateurclubs tot een scout van Darlington hem op zijn zestiende aandroeg bij Darlington. Hiervoor debuteerde hij op 12 december 2009 in het eerste elftal, in de League Two tegen Torquay United. 
Burn speelde veertien wedstrijden voor Darlington. Hij bereikte op 14 april 2011 vervolgens overeenstemming met Fulham over een transfer aan het eind van dat seizoen. Dat betekende voor hem een opstap naar een club in de Premier League. Het duurde nog een tijdje voor hij hierin daadwerkelijk debuteerde. Fulham bracht hem eerst een jaar onder in het tweede elftal. Daarna verhuurde het hem voor een jaar aan Yeovil Town en vervolgens voor een halfjaar aan Birmingham City. Hier deed hij ervaring op in de League One en de Championship. Op 2 januari 2014 werd hij teruggehaald door Fulham.
Burn maakte op 4 januari 2014 zijn debuut voor Fulham. Hij kreeg toen meteen een basisplaats in een wedstrijd in de FA Cup tegen Norwich City (1–1). Zijn eerste wedstrijd in de Premier League volgde twee weken later, uit bij Arsenal (2–0). Burn degradeerde aan het eind van 2013/14 met Fulham naar de Championship. Hij begon het volgende seizoen als basisspeler, maar raakte die status na een halfjaar kwijt. Hij heroverde in 2015/16 zijn plek echter weer.
Burn verruilde Fulham in juli 2016 transfervrij voor Wigan Athletic. Dat was in het voorgaande seizoen kampioen geworden in de League One. Burn werd hier meteen een onbetwiste basisspeler. Het lukte zijn ploeggenoten en hem niet om te voorkomen dat ze meteen weer degradeerden. Ze slaagden er in 2017/18 wel in om opnieuw kampioen te worden in de League One. Voor Burn was dit de eerste titel in zijn carrière. Hij begon dat jaar 45 van de 46 speelronden in de basis en scoorde vijf keer.

### Premier League
Burn tekende in augustus 2018 voor vier jaar bij Brighton & Hove Albion. Dat verhuurde hem eerst nog een halfjaar aan Wigan. Hij mocht in het voorjaar van 2019 vervolgens nog drie keer voor Brighton spelen in de FA Cup. Burn keerde op 10 augustus 2019 na ruim vijf jaar op lagere niveaus definitief terug in de Premier League. Coach Graham Potter gaf hem toen een basisplaats in een met 0–3 gewonnen wedstrijd uit bij Watford. Hij bleef daarna vrijwel heel het seizoen basisspeler.
Burn behield zich met Brighton twee jaar op rij op het hoogste niveau. Hij bivakkeerde met zijn teamgenoten op de negende plaats toen in januari 2022 Newcastle United zich voor hem meldde. Dat was een paar maanden eerder overgenomen door een consortium uit Saudi-Arabië en aan het investeren in de selectie. Nadat Brighton een bod van circa 15 miljoen euro accepteerde, tekende Burn op zijn 29e voor de club die hem achttien jaar eerder als elfjarige liet gaan. Hij werd daarmee een van de vier spelers waaraan Newcastle die maand tegen de 100 miljoen euro uitgaf. Burn werd meteen een vaste basisspeler. Hij speelde in seizoen 2022/23 alle 38 speelronden en stond in 35 daarvan in de basis bij Newcastle. Zijn ploeggenoten en hij plaatsten zich dat jaar via de vierde plaats voor het eerst in twintig jaar voor de Champions League. Burn speelde op 19 september 2023 zijn eerste wedstrijd in de Champions League. Het werd die dag 0–0 uit bij AC Milan.

## Erelijst
| Kampioen League One | 1x | 2017/18 |

1 Dúbravka ·
2 Trippier ·
4 Botman ·
5 Schär ·
6 Lascelles  ·
7 Joelinton ·
8 Tonali ·
9 Wilson ·
10 Gordon ·
11 Barnes ·
13 Targett ·
14 Isak ·
17 Krafth ·
18 Osula ·
19 Vlachodimos ·
20 Hall ·
21 Livramento ·
22 Pope ·
23 Murphy ·
24 Almirón ·
25 Kelly ·
26 Ruddy ·
28 Willock ·
29 Gillespie ·
33 Burn ·
36 Longstaff ·
37 Murphy ·
39 Guimarães ·
67 Miley ·
Coach: Howe
· Assistent-coach: Jones